# Paro simoni
Paro simoni Berland, 1942 è un ragno appartenente alla famiglia Linyphiidae.
È l'unica specie nota del genere Paro.

## Distribuzione
La specie è stata rinvenuta sull'isola di Rapa, mella Polinesia francese, ne è un endemismo.

## Tassonomia
Questo genere è stato trasferito qui dalla famiglia Agelenidae C.L. Koch, 1837, a seguito di un lavoro dell'aracnologo Lehtinen del 1967.
Dal 1995 non sono stati esaminati esemplari, né sono state descritte sottospecie al 2012.